# Svemirski vojnici
Svemirski vojnici (engl. Starship Troopers) je američki naučnofantastični film iz 1997. zasnovan na istoimenoj knjizi Roberta A. Hajnlajna. Režirao ga je Pol Verhoven, dok je scenario napisao Edvard Nojmajer. Glavne uloge u filmu tumače Kasper van Din, Deniz Ričards, Majkl Ajronsajd, Dajna Majer, Nil Patrik Haris|, Džejk Bjuzi, Patrik Maldun i Klensi Braun. Radnja filma prati mladog vojnika po imenu Džoni Riko u njegovoj službi u mobilnoj pešadiji, futurističkoj vojnoj jedinici. Rikova vojna karijera napreduje od regruta do podoficira i konačno do oficira u međuzvezdanom ratu između čovečanstva i vanzemaljske vrste poznate kao Bube.
Ovo je prvi od tri igrana filma iz franšize Svemirski vojnici. Budžet filma bio je oko 100 miliona dolara, a ukupna zarada koju je film ostvario iznosila je 120 miliona dolara. Svemirski vojnici nominovani su za nagradu Oskar 1999. u kategoriji za najbolje vizuelne efekte. Film je izazvao kontroverze i kritike zbog svojih političkih tema, koje su neki kritičari okarakterisali kao promovisanje militarizma.

## Radnja
Zemljom u 23. veku upravlja Ujedinjena građanska federacija, stratokratski režim koji su generacijama ranije osnovali „veterani” nakon što su demokratija i društveni naučnici doveli civilizaciju na ivicu propasti. Status građanina se stiče isključivo preko federalne službe, koja daje određena prava – poput glasanja i razmnožavanja – koja su uskraćena običnim civilima. Ljudi, koji su sada sposobni za međuzvezdana putovanja, kolonizuju svetove širom galaksije, što ih dovodi u sukob sa vanzemaljskom rasom visoko evoluiranih insektoidnih stvorenja nazvanih „Arahnidi” ili, podrugljivo, „Bube”.
Uprkos prigovorima svojih roditelja, tinejdžer Džoni Riko se prijavljuje u mobilnu pešadiju kako bi ostao blizu svoje devojke, pilota svemirskog broda Karmen Ibanez. Njihov vidoviti prijatelj Karl Dženkins pridružuje se vojnoj obaveštajnoj službi, dok Izabel „Dizi” Flores — koja je zaljubljena u Rika — namerno prelazi u njegovu jedinicu. Karmen prekida vezu sa Rikom zbog njihovih različitih karijernih puteva i svojih rastućih osećanja prema kolegi pilotu, Zanderu Barkalouu. Tokom treninga, Riko impresionira svog narednika za obuku Zima, zaslužujući unapređenje u čin podoficira. Međutim, Riko pravi grešku tokom vojne vežbe, što dovodi do smrti jednog člana njegovog odreda i ostavke drugog, što dovodi do Rikovog degradiranja i bičevanja. Obeshraren, Riko odlučuje da napusti službu, ali se vraća nakon što je saznao da je asteroid koji su poslali Arahnidi uništio Buenos Ajres, ubivši milione ljudi, uključujući i njegove roditelje.
Invazione snage su raspoređene na Klendatuu, matičnu planetu Arahnida, ali vojna obaveštajna služba potcenjuje njihove odbrambene sposobnosti, što rezultuje hiljadama ljudskih žrtava. Teško ranjenog Rika spasava poručnik Džin Raščak, njegov bivši profesor u srednjoj školi, ali je greškom prijavljen kao mrtav, što potresa Karmen. Nakon njegovog oporavka, Riko, Dizi i njegov kolega Ejs Levi pridružuju se Raščakovoj elitnoj jedinici. Nakon što Riko pobedi gigantsku „Tanker Bubu” na osporenoj planeti Tango Urila, on je unapređen u čin kaplara zbog svoje hrabrosti i započinje romantičnu vezu sa Dizi.
Odgovarajući na signal za pomoć na planeti P koju kontrolišu Arahnidi, Raščakovi vojnici otkrivaju opustošenu ispostavu i upadaju u zasedu Buba. Karmen i Zander vraćaju preživele vojnike poslatim vazduhoplovom, ali ne pre nego što jedan Arahnid smrtno rani Dizi, a Riko iz milosrđa ubije osakaćenog Raščaka. Grupa se vraća u flotu okupljenu u orbiti iznad P.
Dženkins, sada visokorangirani pukovnik, otkriva da je Raščakovoj jedinici namerno naređeno da uđe u zamku, pravdajući to kao neophodnu žrtvu da bi se potvrdilo postojanje „Bube-Mozga”, inteligentnog Arahnida koji strateški upravlja ostalima. On dodeljuje Riku komandu nad jedinicom i unapređuje ga u poručnika, nalažući mu da se vrati na P i uhvati Bubu-Mozak. Kako bitka počinje, Karmenin brod uništavaju Arahnidi, ali kapsula za bekstvo koja nosi nju i Zandera pada u sistem podzemnih tunela. Njih dvoje se nalaze okruženi Arahnidima, a Buba-Mozak proždire Zanderov mozak, upijajući njegovo znanje. Riko usmerava svoju jedinicu da završi svoju misiju dok on, Ejs i njihov kolega Votkins spasavaju Karmen i drže Arahnide na odstojanju minijaturnom nuklearnom bombom.
Buba-Mozak beži dok Arahnidi napadaju i smrtno ranjavaju Votkinsa, koji se žrtvuje detonirajući bombu dok njegovi saborci beže. Na površini, saznaju da je Zim uhvatio Bubu-Mozak i okupljene trupe proslavljaju dok Dženkins psihički otkriva da se uhvaćeno stvorenje plaši. Propagandna emisija opisuje kako se Buba-Mozak invazivno proučava kako bi se saznale njene tajne i osigurala pobeda čovečanstva. Oglas podstiče gledaoce da se prijave i daju svoj doprinos ratu kako bi postali poput Karmen, sada kapetana sopstvenog broda, i Rika, koji entuzijastično predvodi svoje trupe u još jednu bitku.

## Uloge
| Глумац           | Улога                      |
| ---------------- | -------------------------- |
| Kasper van Din   | Džoni Riko                 |
| Deniz Ričards    | Karmen Ibanez              |
| Majkl Ajronsajd  | Džin Raščak                |
| Dajna Majer      | Dizi Flores                |
| Nil Patrik Haris | Karl Dženkins              |
| Džejk Bjuzi      | Ejs Levi                   |
| Patrik Maldun    | Zander Barkalou            |
| Klensi Braun     | Narednik Zim               |
| Maršal Bel       | General Oven               |
| Brenda Strong    | Kapetan Deladiјer          |
| Din Noris        | Komandni oficir            |
| Ejmi Smart       | Pilot kadet Stek Ambrajser |
| Dejl Daj         | General                    |

## Spoljašnje veze
- Starship Troopers на веб-сајту  (језик: енглески)
- на веб-сајту  (језик: енглески)